# متلألئة وبرية
متلألئة وبرية (الاسم العلمي:Luzula comosa) هي نوع من النباتات تتبع جنس المتلألئة من الفصيلة الأسلية.